# Asienspiele 2022/Schach
Bei den Asienspielen 2022 wurden vom 24. September bis 7. Oktober 2023 insgesamt vier Wettbewerbe im Schach ausgetragen, davon je zwei bei den Männern und bei den Frauen. Austragungsort war die Hangzhou Qiyuan (Zhili) Chess Hall.

## Bilanz

### Medaillenspiegel
| Platz  | Land       | Gold | Silber | Bronze | Gesamt |
| ------ | ---------- | ---- | ------ | ------ | ------ |
| 1      | China      | 3    | —      | 1      | 4      |
| 2      | Iran       | 1    | —      | —      | 1      |
| 3      | Usbekistan | —    | 2      | 2      | 4      |
| 4      | Indien     | —    | 2      | —      | 2      |
| 5      | Kasachstan | —    | —      | 1      | 1      |
| Gesamt | Gesamt     | 4    | 4      | 4      | 12     |

### Medaillengewinner
Männer
| Disziplin  | Gold                                                                                        | Silber                                                                                 | Bronze |
| ---------- | ------------------------------------------------------------------------------------------- | -------------------------------------------------------------------------------------- | --- |
| Einzel     | Wei Yi                                                                                      | Nodirbek Abdusattorov                                                                  | Javohir Sindarov                                                                                           |
| Mannschaft | IranBardiya Daneschwar Pouya Idani Parham Maghsoodloo Amirreza Pouraghabala Amin Tabatabaei | IndienD. Gukesh Erigaisi Arjun Santosh Gujrathi Vidit P. Harikrishna R. Praggnanandhaa | UsbekistanNodirbek Abdusattorov Javohir Sindarov Jakhongir Vakhidov Shamsiddin Vohidov Nodirbek Yoqubboyev |

Frauen
| Disziplin  | Gold                                         | Silber                                                              | Bronze |
| ---------- | -------------------------------------------- | ------------------------------------------------------------------- | --- |
| Einzel     | Zhu Jiner                                    | Umida Omonova                                                       | Hou Yifan |
| Mannschaft | ChinaHou Yifan Tan Zhongyi Zhai Mo Zhu Jiner | IndienVantika Agrawal Savitha Shri B D. Harika K. Humpy R. Vaishali | KasachstanSchansaja Äbdimälik Bibissara Assaubajewa Merujert Kamalidenowa Alua Nurmanowa Dinara Säduaqassowa |